# Maison Guiette
La Maison Guiette è una casa progettata da Le Corbusier nel 1926 ad Anversa.
La Maison Guiette è stata realizzata per fungere da studio e abitazione per René Guiette, pittore e critico d'arte, ed è stata la prima commissione straniera ricevuta dall'architetto franco-svizzero, a testimonianza del suo riconoscimento a livello europeo.
La casa è ispirata al Pavilion de l'Esprit Nouveau dello stesso Le Corbusier e, anche se si tratta di una delle sue opere meno note, rappresenta uno dei primi esempi dello Stile internazionale.
Nel luglio 2016 la casa è stata inserita, insieme ad altre 16 opere di Le Corbusier, tra i Patrimoni dell'umanità dell'UNESCO come riconoscimento al contributo eccezionale apportato al Movimento Moderno.